# Hew Whiteford Dalrymple
Sir Hew Whiteford Dalrymple, 1º Baronete, de High Mark, (3 de dezembro de 1750 - 9 de abril de 1830) foi um militar do Exército britânico, que alcançou o grau de general e ostentou o cargo de governador de Gibraltar. 

## Biografia
É recordado, principalmente, por negociar a Convenção de Sintra, durante a ocupação francesa de Portugal.
Foi tenente governador da ilha de Guernsey entre 1796 e 1801 e governador de Gibraltar entre 1806 e 1808. Em 1815 foi nomeado Baronete, de High Mark no County of Wigtown (condado de Wigtown).

## Viagens
Em novembro de 1806, sucedeu ao General Fox no comando da guarnição de Gibraltar. A sua ação foi essencial na comunicação com os generais espanhóis na revolta da Andaluzia.
Com  a decisão do governo britânico de reforçar o exército em Portugal, foi ordenado a Dalrymple que tomasse o comando em 1808. A batalha do Vimeiro já tinha acontecido, com a vitória dos ingleses, e Dalrymple recebeu a carta de Junot com os termos da rendição: evacuação de Portugal e a entrega de Lisboa, Elvas. Dalrymple depois das negociações acabou por assinar a que veio a ser designada por convenção de Sintra. Esta teve uma reação negativa em Inglaterra, tendo sido realizada uma sessão de inquérito com a presença de todos os generais envolvidos. Apesar da sua atuação ter sido aprovada por maioria, Dalrymple foi censurado por não ter continuado a carreira vitoriosa de Wellesley e o estigma da convenção acabou por marcar a sua carreira, não lhe tido sido atribuída nova posição de comando.

## Obra
A viagem do militar britânico foi publicada pelo filho após a sua morte, em 1830.
- Memoirs written by Sir Hew Dalrymple, BART., of his Proceedings as Connected with the Affairs of Spain and the Commencement  of the Peninsular War, London, Thomas and William Boone, 1830.